# Fritz Hollander
Friedrich „Fritz“ Hollander (* 25. September 1915; † 2004) war ein deutsch-schwedischer Industrieller und Verbandsfunktionär.

## Leben
Seine Eltern waren Julius Jeshajahu Hollander (1879–1937) und Paula, geb. Gutmann. Sein Vater hatte die Stiftung für die jüdische Gemeinde in Altona von 1916 gegründet.
Als 16-Jähriger begann Fritz Hollander im Unternehmen F. Hollander & Co mitzuarbeiten. Sein Vater und ältester Bruder Herman hatten begonnen, dieses 1862 gegründete Familienunternehmen international auszurichten.
Im Jahr 1933 emigrierte er nach Schweden, wo er geschäftsführender Direktor der F. Hollander & Co. AB und der Leder- und Häutehandlung AB Baltiska Skinnkompaniet wurde. Ferner war er Aufsichtsratsmitglied der Hollander-Filialen in Stockholm, Tel Aviv, New York, Montevideo, Buenos Aires, Montreal und Bulawayo. Partner des Hollander-Konzern war ab 1937 der Jurist und Bankenberater Itzhak Ernst Nebenzahl (* 1907 in Frankfurt am Main), der unter anderem von 1934 bis 1946 als Rechtsberater der Jerusalemer Privatbank und von 1961 bis 1981 als Staatskontrolleur Israels tätig war und ab 1985 einen Lehrstuhl in Frankfurt am Main innehatte.

1938 heiratete er Camilla Ettlinger, mit der er vier Kinder hatte. Camilla, die im Museum für Völkerkunde arbeitete, stand Willy Gordon Modell für die Skulptur Camilla Assise.

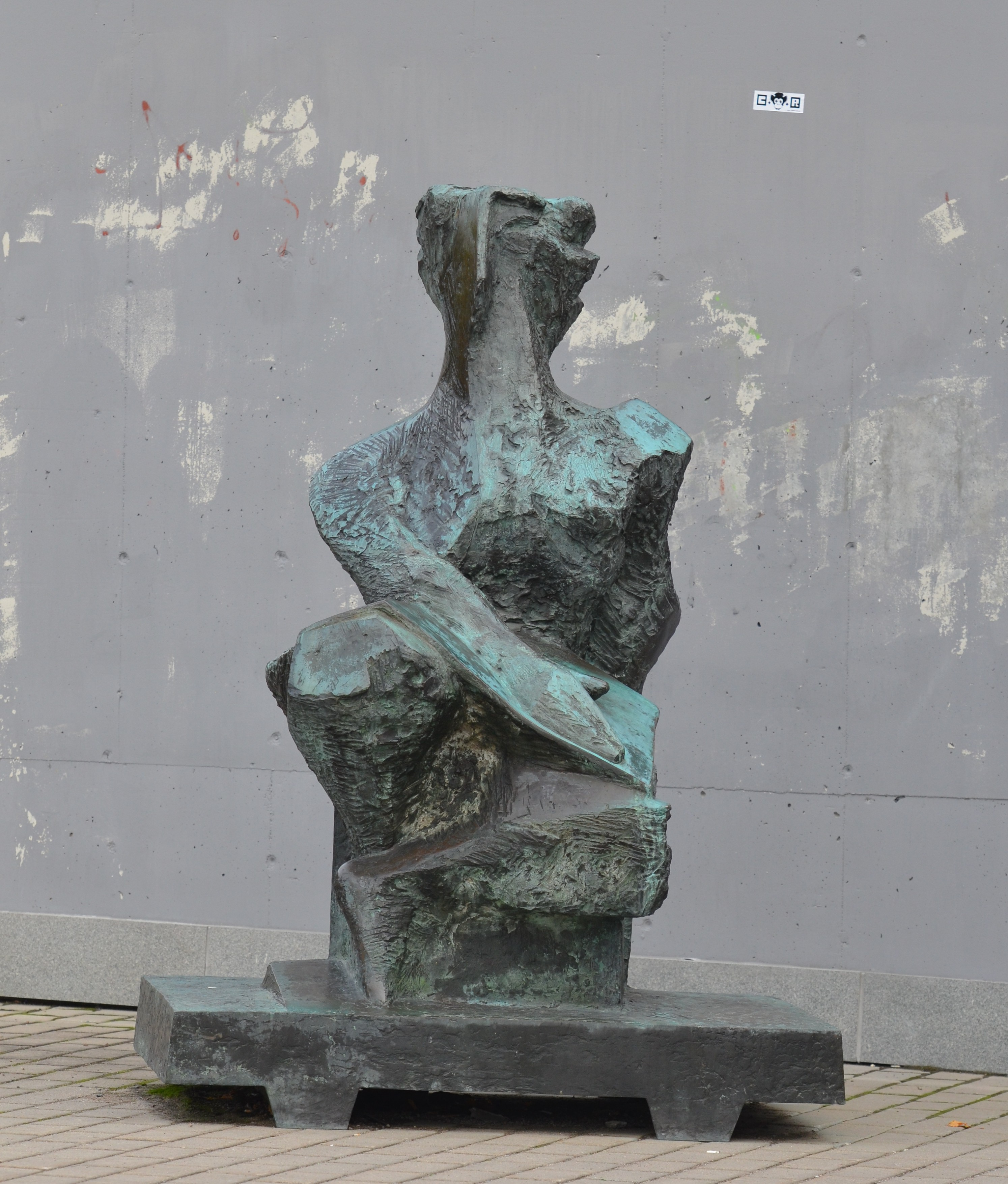
Camille Assise, vor dem Gebäude des Eriksdalsbadet, Stockholm

Er sympathisierte mit deutschen Kommunisten wie Karl Mewis, die er auch finanziell unterstützte. Obwohl der in Kopenhagen im Mai 1941 verhaftete Heinrich Wiatrek, gemäß Michael F. Scholz, gegenüber der Gestapo zur KPD-Abschnittleitung Nord auch Hollander erwähnt haben soll, erhielt er am 6. November 1942 die schwedische Staatsbürgerschaft.
1934 gründete er Zeira Mizrachi, deren Präsident er 1934/35 und 1936–38 sowie Repräsentant bis 1940 er war. 1938 war er Mitgründer und Vorstandsmitglied von Emigraternas Självhälp. Ab 1944 war er auch Vorstandsmitglied der WJC Sektion Schweden. Ab 1962 war er Präsident der Geschäftsführung von Judiska församlingen i Stockholm. 1968 war er Präsident des Schwedischen Zionistischen Bundes.

## Ehrungen und Auszeichnungen
- 1947 Ritter des Ordens des Löwen von Finnland
- 1948 Auszeichnung des finnischen Kinderschutzbundes Mannerheims barnskyddsförbund
- 1949 Ehrung durch das schwedische Rote Kreuz
- 1953 Ritter des schwedischen Wasaordens I. Klasse